# Sorbus alnifrons
Sorbus alnifrons är en rosväxtart som beskrevs av M. Kovanda. Sorbus alnifrons ingår i släktet oxlar, och familjen rosväxter. Inga underarter finns listade i Catalogue of Life.